# Kaple svatého Jakuba (Bratislava)
Kaple svatého Jakuba je bývalá kaple v Bratislavě na Náměstí SNP, která byla odkryta v letech 1994-1996 v rámci archeologického výzkumu, který vykonával Městský ústav ochrany památek.
Tím byly zjištěny nové poznatky o městě a jeho historii a odkryté 4 podoby jedné stavby:
- Předrománská rotunda
- Románská kostnice
- Gotická kaple s kostnicí
- Kaple sv. Jakuba

Kaple sv. Jakuba byla odkryta v letech 1994–1996 v rámci archeologického výzkumu, který provedl Městský ústav ochrany památek a na místě Kaple sv. Jakuba byly odhaleny pozůstatky 4 různých staveb: předormánské rotundy, románské kostnice, gotické kaple s kostnicí a Kaple sv. Jakuba.
Kaple se nachází na hřbitově, který se rozprostíral mezi Starou tržnicí a Manderlákom. Jde o cennou archeologickou památku, v historických análech je již od roku 1436 zaznamenána jako hřbitovní kaple při kostele sv. Vavřince. Kaple je gotickou stavbou a jejích několik přestaveb potvrzuje mimořádný význam osady sv. Vavřince, kde se nacházela. Kaple zanikla v souvislosti se zrušením hřbitova v roce 1774. Pod kaplí se nachází kostnice s mnoha tisíci kostí a s asi 5 tisíci lebek.

## Externí odkazy

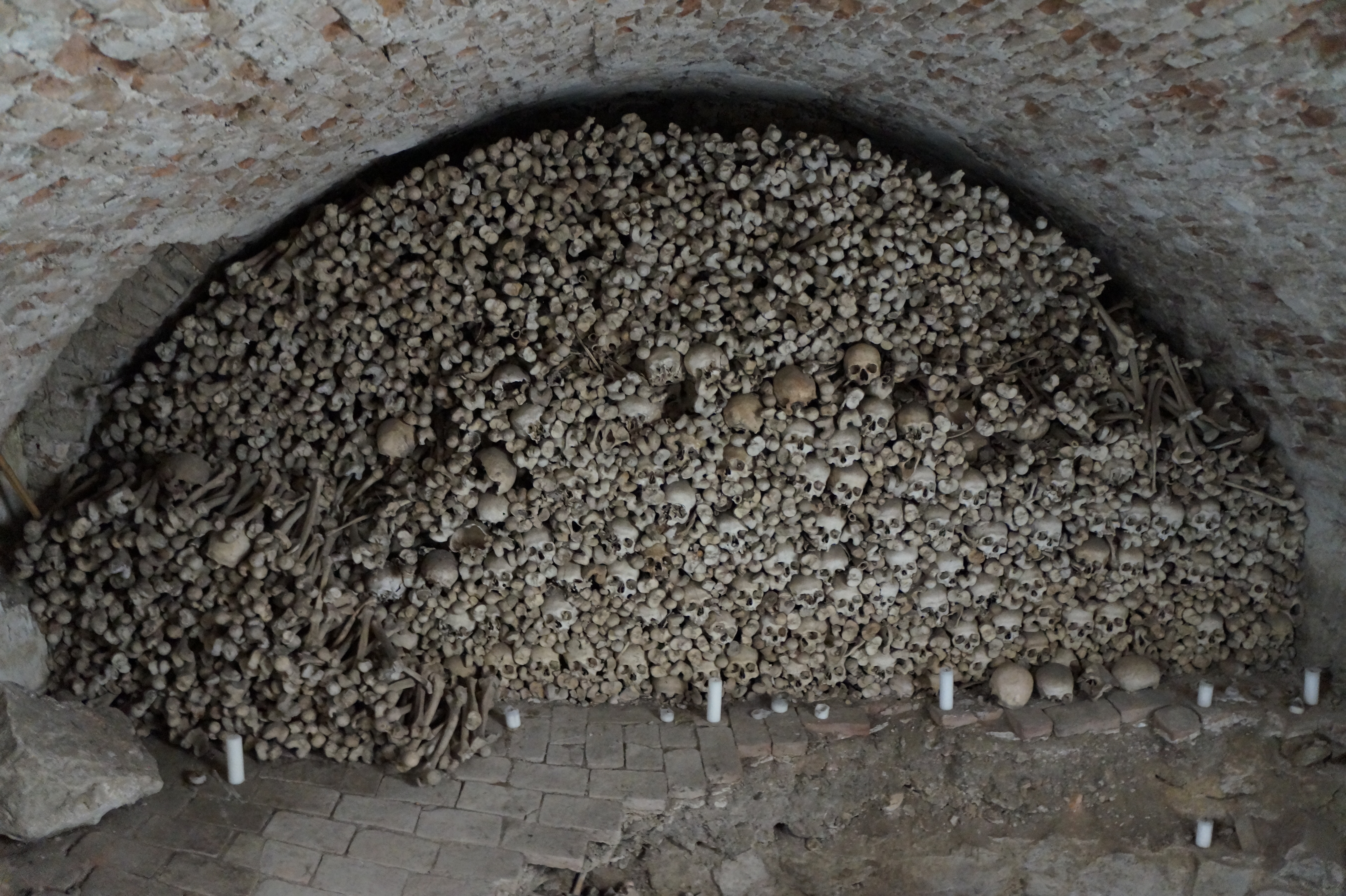
Kostnice